# Нова химерна фантастика
Нова химерна фантастика (англ. New Weird Fiction) — це літературний жанр 1990-х — поч/ 2000-х років із характеристиками химерної фантастики та інших різновидів спекулятивної фантастики. Створення терміна «New Weird» приписують М. Джону Гаррісону, який вжив його у вступі до The Tain у 2002 році. Письменники цього жанру в основному є романісти, які часто перетинають межі жанрів і пишуть найчасті на межі жахів тафантастики. До відомих письменників цього жанру відносять: Кей Джей Бішоп, Пол Ді Філіппо, М. Джон Гаррісон, Джеффрі Форд, Сторм Константін, Чайна М'євіль, Аластер Рейнольдс, Джастіна Робсон, Стеф Суейнстон, Мері Джентл, Майкл Сіско, Джефф ВандерМеер і Конрад Вільямс.
Частково коріння цього жанру походять від авторів pulp-журналі, які писали у жанрі горор, оскільки люди часто їх оповідання описували як "Химерну фантастику ". Назва жанру «химерна фантастика» може походити й від журналу Weird Tales, тому що історії в ньому часто поєднували елементи фентезі, екзистенціальний і фізичний терори, а також ознаки наукової фантастики.
Зародження нової химерної фантастики (New Weird) відбулось під впливом старої химерної фантастики (Old Weird), на приклад творів Г. П. Лавкрафта, у Великій Британії. Такі журнали, як Interzone і The 3rd Alternative (зараз — Black Static), надали можливості для публікацій для авторів наукової фантастики та жахів, які експериментують з ними.
Вихід у 2000 році фільму Чайна М'євіля «Станція на вулиці Пердідо» завдяки комерційному успіху ознаменував появу нового жанру — Химерної нової фантастики (New Weird), а в його опублікованій повісті «The Tain» (2002 р.) вперше вжито цей термін як жанр у вступі, який написаний М. Дж. Гаррісоном.

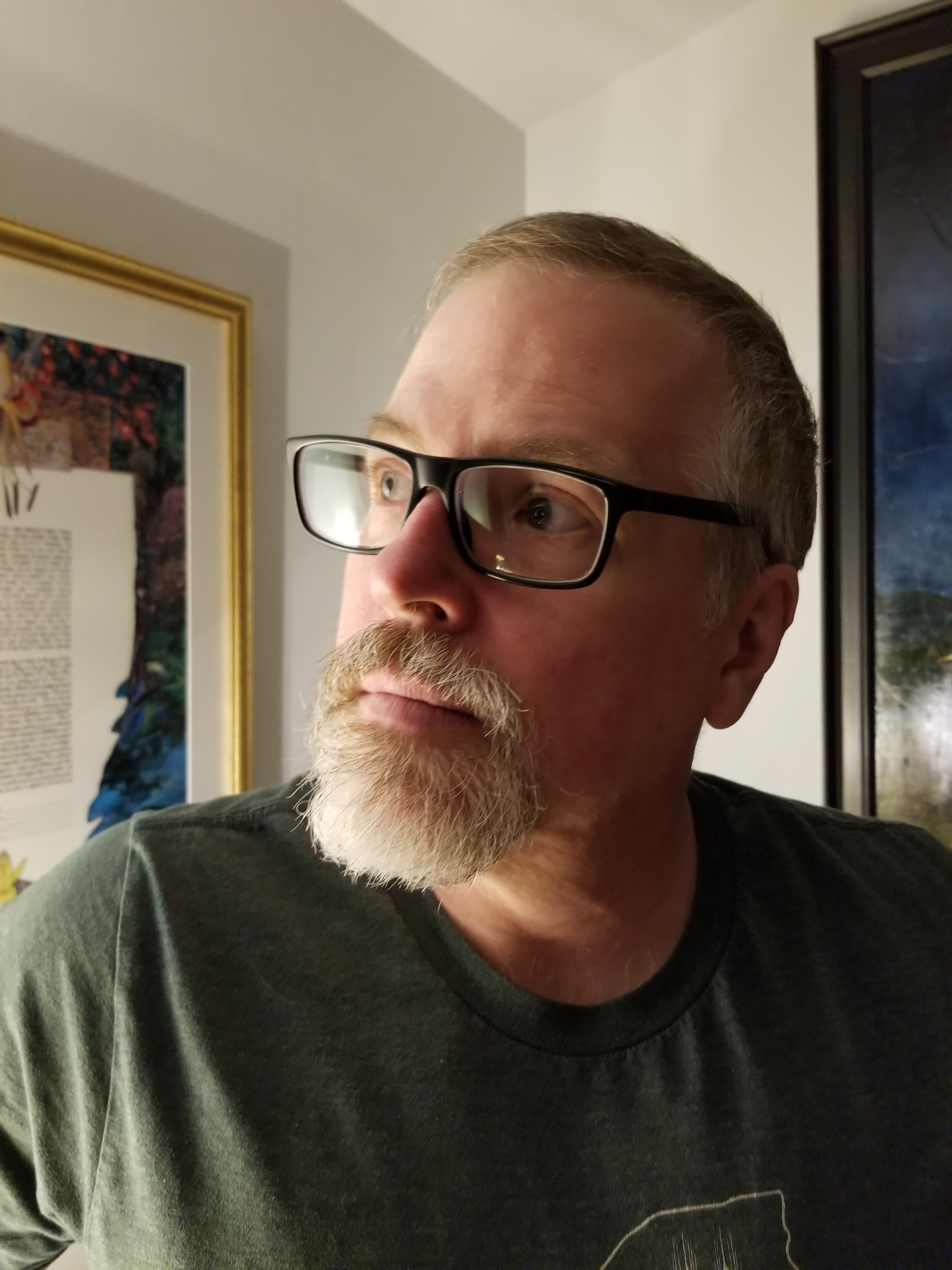
Джефф ВандерМеер

У 2003 році Гаррісон створив допис на форумі у формі риторичних запитань, який спровокував ширше застосування терміна. Він припускає, що це може бути кращою альтернативою ярлику «Наступна хвиля».
Публікація у 2008 року антології Енн Вандермір і Джеффа Вандерміра «The New Weird» презентувала добірку нових дивних історій і коментарів, призначених як «приблизний путівник до моменту або руху, відомого як „Нова химерна фантастика“, визнаючи, що ключовий „момент“ знаходиться позаду, але цей момент триває набагато довше, ніж прийнято вважати, оскільки мав певні передвісники (натяки) та продовжує тримати інтригу, навіть коли він розсіюється або змінюється».

## Визначення
Письменники й літературознавці давали різні визначення жанру нової химерної фантастики. JA Weinstock після відповіді Стефа Суейнстона на дискусію на форумі 2003 року, розпочату М. Джоном Гаррісоном визначив його, як «вправу зі створення світу, що мають ознаки неоднорідністі джерел, жанрів і деталей» і «особливо еклектичного поєднанням сучасної вуличної культури зі стародавньою міфологією».
За словами Джеффа та Енн ВандерМір, цей жанр — це «тип міської художньої літератури вторинного світу, яка руйнує романтизовані уявлення про місце, наявні в традиційному фентезі, в основному шляхом вибору реалістичних складних моделей реального світу як відправних точок для створення декорацій, які можуть поєднувати елементи і наукової фантастики, і фентезі».
Невідповідність строгим жанровим визначенням є загальновизнаною ознакою нової химерної фантастики. Під час дебатів на форумі 3rd Alternative М'євіль наголосив на цій плинності у своєму дописі, заявивши, що «Нова химерна фантастика, як і більшість літературних жанрів, — це момент, пропозиція, сарказм, втручання, ставлення, та перш за все є аргументом. Тому, що ви не можете прочитати контрольний список і скажіть „Х є в наявності, а У — немає“ і тоді ви розумієте, що поставлено на карту або у чому суть дискусії». За словами Ґарднера Дозоіса, антологія ВандерМеєрса «кінець кінцем залишила мене так само збентеженим щодо того, з чого саме складався The New Weird, коли я вийшов, як і коли я прийшов». Робін Енн Рід зазначає, що хоч визначення нової химерної фантастики є суперечливим, проте «загальний консенсус використовує цей термін» для опису вигадок, які «підривають кліше фантастичного, з метою поставити його в незручне положення, а не втішати». Рейд також зазначає, що жанр має тенденцію руйнувати бар'єри між фентезі, науковою фантастикою та надприродним жахом . Порівнюючи нове дивне та химерну фантастику, Роуз О'Кіф з Eraserhead Press стверджує, що "люди купують New Weird , тому що хочуть передову фантастику з літературним ухилом.
Також термін «Нова химерна фантастика» як дескриптор був застосований і до інших форм медіа. До фільмів, визнаних такими, що відповідають жанру нової химерної фантастики включають «Лабіринт Пана» та екранізацію роману Джеффа Вандерміра «Анігіляція» ., до відеоігр: Thief: The Dark Project, The Elder Scrolls III: Morrowind, Disco Elysium: The Final Cut і Control (через поєднання фентезі, наукової фантастики, жахів і дивних елементів)., у музиці: Арка чи Б'єрк.
- Дивна фантастика
- Сліпстрім (жанр)
- Список жанрів